# Hovstenstjärnet
Hovstenstjärnet är en sjö i Eda kommun i Värmland och ingår i Göta älvs huvudavrinningsområde. Sjöns area är 0,009 kvadratkilometer och den är belägen 294 meter över havet.